# ジョホールバル

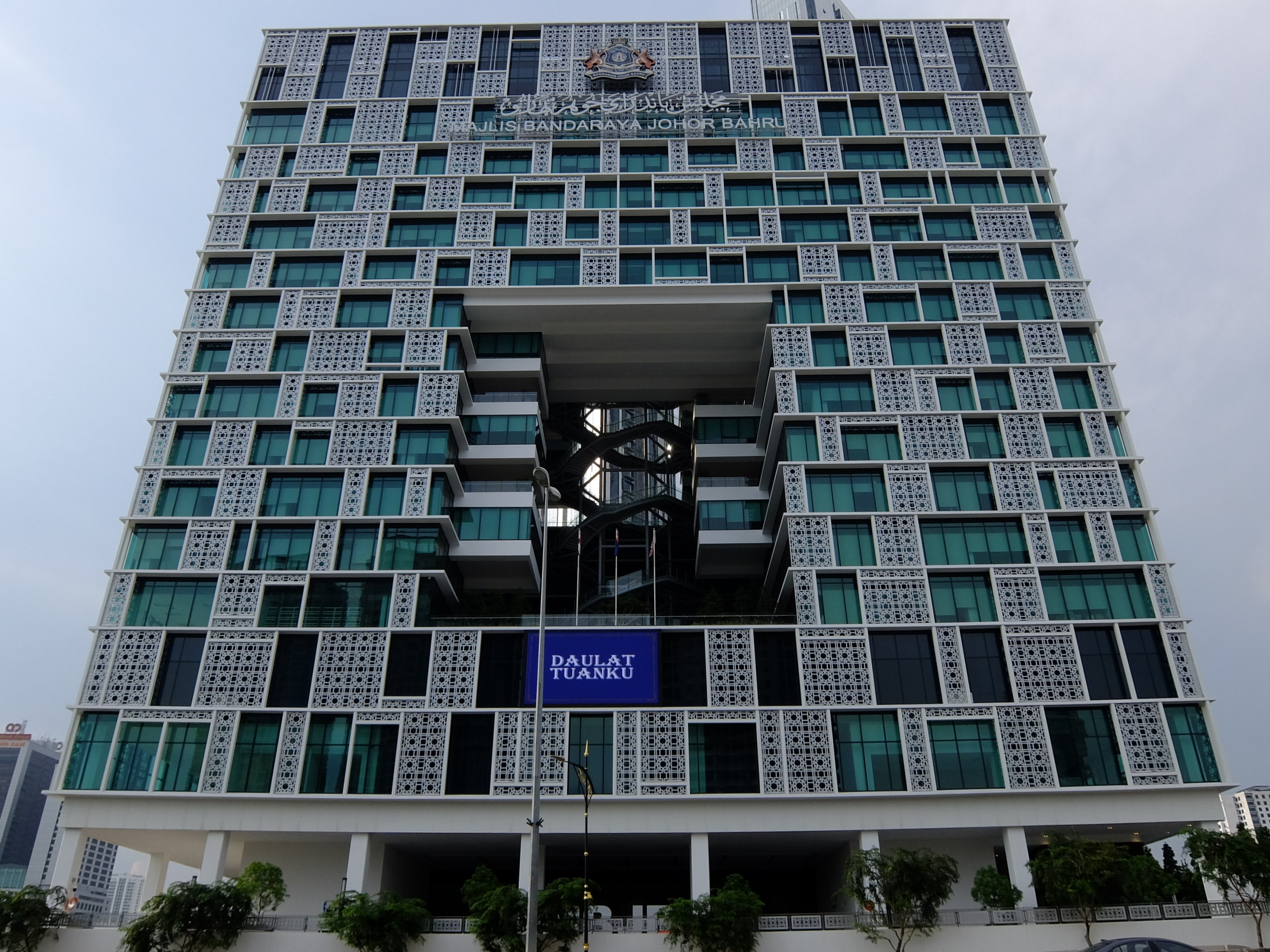
ジョホールバル市庁舎

ジョホールバル（ラテン文字：Johor Bahru、略称：JB、ジャウィ文字：جوهر بهارو）は、マレー半島最南端に位置する、マレーシア・ジョホール州の州都で、クアラルンプールに次いで2番目に大きい都市。日本語ではジョホール・バール、ジョホール・バルとも表記される。

## 概要
人口は約85万人。イスカンダル・プテリやパシル・グダンなどを含む広域のジョホールバル地区の人口は約171万人（2020年）。中国語の地名表記は「新山」という。また、クアラルンプールが「KL」と略されるのと同様に「JB」と略される。
ジョホール海峡を挟んだ対岸にシンガポールがあり、相互往来は盛んである。実際、マレーシアの入国審査場を抜けてすぐのところが中心市街地で、地元の人も「マングリッシュ（マレーシアなまりの英語）」ではなく、「シングリッシュ（シンガポール訛りの英語）」を話す。また、シンガポールへの観光ツアーにも、このジョホール・バルが組み込まれている事が多く、通貨も、シンガポールドルでの支払が可能な店舗もある。マレーシア国内だが、マレーシアのラジオよりシンガポールのラジオのほうがよく入る。
サッカー日本代表がFIFAワールドカップ本戦初出場を決めたジョホールバルの歓喜の地として、日本でもその名を知られる所でもある。
2006年より大規模な開発計画イスカンダル・マレーシアが進められ、隣国シンガポールの好調な経済発展の影響もあり急速な発展を遂げている。
2024年のマーサーによる「生活の質の高い都市」調査では、東南アジアでシンガポール、クアラルンプールに次いで3番目にランクインしている。

## 歴史
- 1528年 - ジョホール王国が成立。

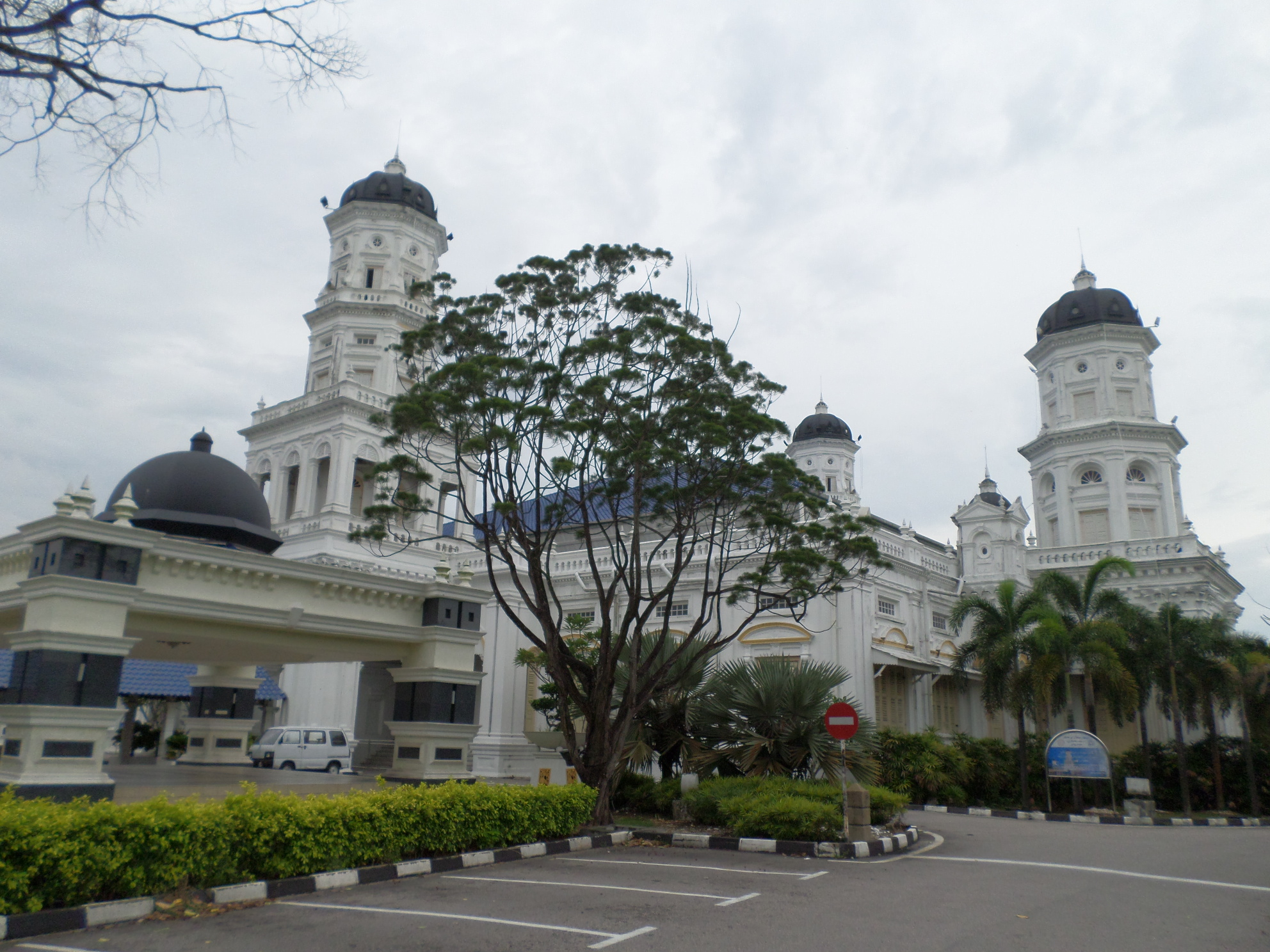
スルタン・アブ・バカール州立モスク。ジョホールバルの近代化を象徴する歴史的建造物

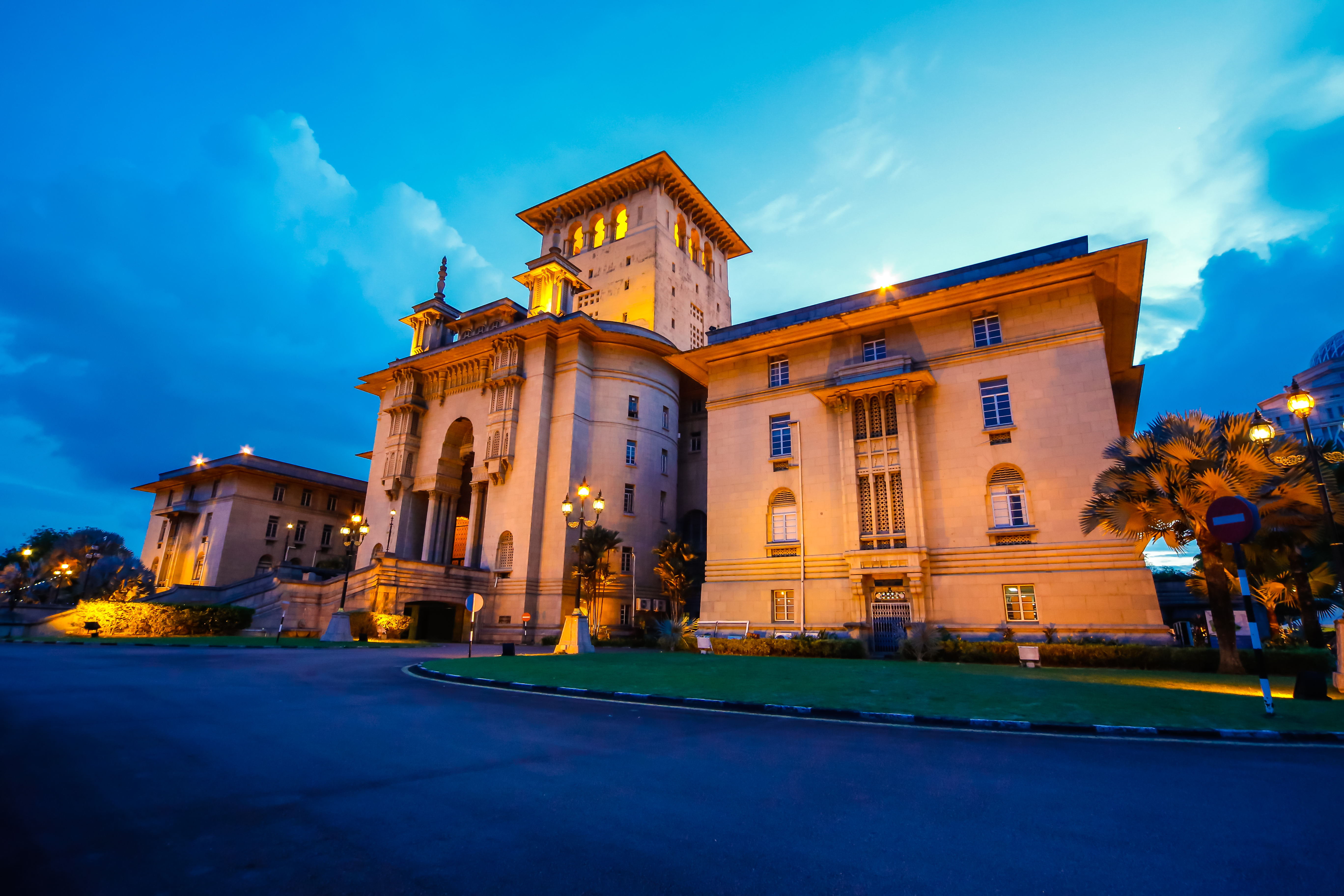
スルタン・イブラヒム・ビルディング（旧州庁舎）

- 19世紀後半 - スルタン・アブ・バカールにより王国の首都がジョホール・ラマからジョホール・バルに移転される[4]。
- 1923年 - ジョホール・シンガポール・コーズウェイが完成。
- 1942年1月31日 - 太平洋戦争の初期に、山下奉文率いる日本陸軍が、現地を長年植民地支配していたイギリス軍を放逐して占領。
- 1942年2月8日 - 同じくイギリス植民地であるシンガポールの占領を目標とし、日本軍がゴムボートでジョホール海峡を渡った。
- 1945年8月15日 - 日本の連合国軍に対する敗戦が決まり、イギリスの植民地に戻る。
- 1957年 - イギリスから独立、マラヤ連邦の成立によりジョホール州の州都となる。
- 1963年 - マレーシア連邦が成立。
- 1965年 - シンガポールがマレーシアから独立し、国境の街となる。
- 1997年11月16日 - 1998 FIFAワールドカップ・アジア第3代表決定戦「日本－イラン」を開催。延長戦の末、日本が3－2で勝利し初のW杯本大会出場を決めた。
- 2006年 - イスカンダル・マレーシア構想が発表される。
- 2012年 - レゴランド・マレーシアが隣接するイスカンダル・プテリに開業（アジア初）。
- 2025年 - ジョホール・シンガポール経済特別区（JS-SEZ）の設立に合意[5]。
- 2026年 - ジョホールバル・シンガポールRTSが開業予定[6]。

## 交通

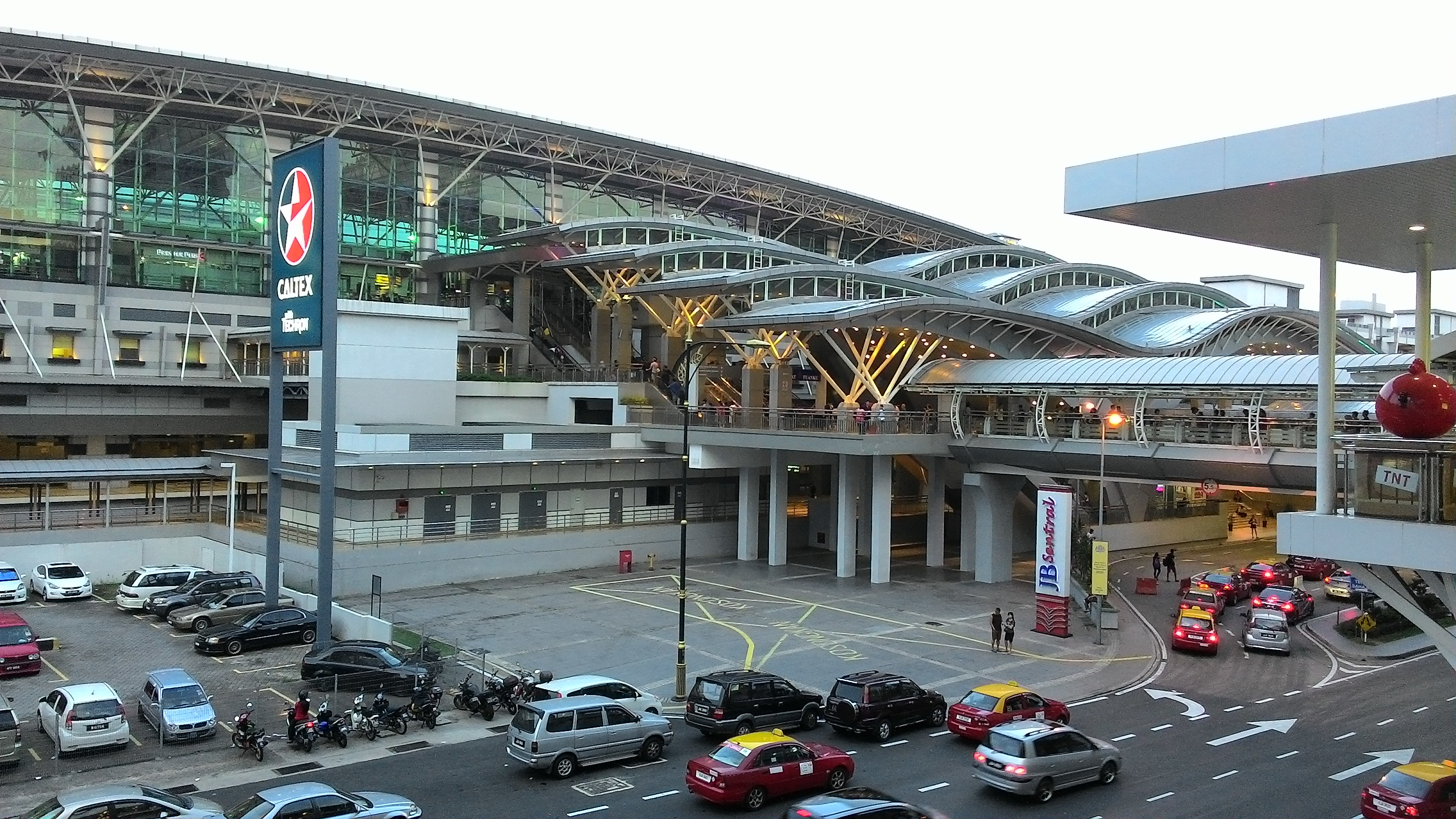
JBセントラル駅

### 空港
- スナイ国際空港

エアアジアの拠点となっている。

### 鉄道
- マレー鉄道
  - JBセントラル駅
  - クンパス・バル駅

- RTS 2021年に着工, 2026予定開業
  - ブキットチャガル駅

### バス
- JBセントラル・バスターミナル
- ラーキン・バス・ターミナル
- タマンジョホールジャヤ・バス・ターミナル

### 港湾
- ジョホール・バル国際フェリー・ターミナル

ジョホール州のタンジュン・ブルンコールに、高速船が就航している。
インドネシアのビンタン島・バタム島に、高速船が就航している。

## ゆかりの人物
- シュラ - 歌手。

## 姉妹都市
- ジッダ、サウジアラビア
- イスタンブール、トルコ
- 深圳市、中華人民共和国